# Чардак (Модрича)
Чардак је насељено мјесто у општини Модрича, Република Српска, БиХ. Према прелиминарним подацима пописа становништва 2013. године, у насељу је живјело 355 становника.

## Становништво
| Националност       | 1991.        | 1981.          | 1971.          |
| Хрвати             | 976 (97,01%) | 1.026 (98,08%) | 1.017 (99,12%) |
| Срби               | 4 (0,39%)    | 6 (0,57%)      | 6 (0,58%)      |
| Југословени        | 4 (0,39%)    | 7 (0,66%)      | 0              |
| Муслимани          | 2 (0,19%)    | 4 (0,38%)      | 0              |
| остали и непознато | 20 (1,99%)   | 3 (0,29%)      | 3 (0,29%)      |
| Укупно             | 1.006        | 1.046          | 1.026          |

| Демографија | Демографија | Демографија |
| Година      | Становника  | Становника  |
| ----------- | ----------- | ----------- |
| 1948.       | 960         |             |
| 1953.       | 970         |             |
| 1961.       | 959         |             |
| 1971.       | 1.026       |             |
| 1981.       | 1.046       |             |
| 1991.       | 985         |             |
| 2013.       | 355         |             |